# Tianma Microelectronics
Tianma Microelectronics Company Limited («Тяньма Майкроэлектроникс») — китайская компания электронной промышленности, крупный разработчик и производитель коммерческих и бытовых дисплеев, полупроводников и военной продукции.
Основана в 1983 году. Штаб-квартира расположена в городе Шэньчжэнь (провинция Гуандун); входит в орбиту государственного авиационного холдинга AVIC (формально контрольный пакет акций находится под управлением SASAC). 

## История
Компания была основана в Шэньчжэне в 1983 году, в 1995 году вышла на Шэньчжэньскую фондовую биржу, в 2006 году основала в Шанхае завод по производству жидкокристаллических дисплеев. В 2008 году Tianma Microelectronics основала заводы дисплеев в Ухане и Чэнду, в 2009 году купила завод дисплеев NEC в Шанхае, который переименовала в Shanghai AVIC Optoelectronics, в 2010 году инвестировала в строительство завода AMOLED-дисплеев в Шанхае.
В 2011 году компания основала завод дисплеев в Сямыне, в 2015 году основала завод AMOLED-дисплеев в Ухане, в 2019 году основала новый промышленно-инновационный центр дисплеев в провинции Хубэй и завод гибких AMOLED-дисплеев в Сямыне.

## Деятельность
Tianma Microelectronics производит жидкокристаллические дисплеи и модули (в том числе ультратонкие, гибкие и складные дисплеи, сенсорные экраны) для смартфонов, планшетов, ноутбуков, умных часов, фитнес-браслетов, автомобилей, скутеров, мотоциклов, велосипедов, систем «умного дома», бытовой и медицинской техники, промышленного и торгового оборудования, банкоматов, систем распознавание отпечатков пальцев и сетчатки глаза, бортовых систем самолётов и кораблей. 
По итогам 2022 года основные продажи компании пришлись на жидкокристаллические дисплеи и мониторы (98,5 %). Крупнейшими рынками сбыта являлись Китай (59,1 %), Европа, США, Япония, Южная Корея, Индия и Гонконг. В Китае одними из крупнейших покупателей дисплеев Tianma являются компании Xiaomi, Lenovo, Huawei и Apple.
Производственные мощности Tianma Microelectronics расположены в городах Шэньчжэнь, Шанхай, Чэнду, Ухань, Сямынь, Уху (КНР) и Акита (Япония). Сбытовые филиалы компании расположены в США, Германии, Индии, Японии, Южной Корее и Гонконге.

### Структура
В состав Tianma Microelectronics входят следующие дочерние компании:
- Shanghai AVIC Optoelectronics (Шанхай)
- Shanghai Tianma AMOLED (Шанхай)
- Shanghai Tianma Microelectronics (Шанхай)
- Wuhan Tianma Microelectronics (Ухань)
- Hubei Yangtze Industrial Innovation Center of Advanced Display (Ухань)
- Xiamen Tianma Microelectronics (Сямынь)
- Xiamen Tianma Display Technology (Сямынь)
- Chengdu Tianma Microelectronics (Чэнду)
- Tianma Microelectronics Hong Kong Limited (Гонконг)
- Tianma Europe (Дюссельдорф)
- Tianma Japan (Кавасаки)

## Акционеры
Основными акционерами Tianma Microelectronics являются SASAC (28,61 %), правительство города Сямынь (16,4 %), Wuhan Donghu New Tech Development Zone (12,46 %), Ма Синьци (2,1 %), China Southern Asset Management (0,52 %) и The Vanguard Group (0,27 %).